# Île Clarence (Chili)
Pour les articles homonymes, voir Île Clarence.
L'île Clarence (en espagnol : Isla Clarence) est une île située dans la région de Magallanes et de l'Antarctique chilien, au Chili. L'île appartient à l'archipel de la Terre de Feu et à la commune de Punta Arenas. Elle est située au sud-ouest de la péninsule de Brunswick.
Elle a été nommée en 1827 par le capitaine du HMS Adventure Philip Parker King en l'honneur du duc de Clarence, futur Guillaume IV roi du Royaume-Uni.
L'île Clarence s'étend du canal Magdalena et du canal Cockburn au canal Bárbara ; et toute la côte nord de l'île est marquée par des bras de mer qui s'enfoncent profondément à l'intérieur de l'île

### Sources et bibliographie
- (en) United States Hydrographic Office, South America Pilot, [lire en ligne], 1916